# 93 Herculis
93 Herculis är en orange ljusstark jätte i Herkules stjärnbild.
Stjärnan har visuell magnitud +4,67 och är väl synlig för blotta ögat vid någorlunda god seeing. Den befinner sig på ett avstånd av ungefär 670 ljusår.
93 Herculis bildade tillsammans med 95 Herculis, 102 Herculis och 109 Herculis den av den polsk-tyske astronomen Jan Hevelius i slutet av 1600-talet introducerade stjärnbilden Kerberos (stjärnbild). Den föll emellertid snabbt ur bruk.